# Koehneola
Koehneola é um género botânico pertencente à família Asteraceae. 